# A Night at the Opera (Queen-album)
Az A Night at the Opera a brit Queen rockegyüttes negyedik stúdióalbuma. 1975. november 21-én jelent meg (Amerikában december 2-án), a producerei Roy Thomas Baker és az együttes tagjai voltak. Az első három albumával az együttes megalapozta a hírnevét Angliában, de különböző nézeteltérések miatt úgy döntöttek, hogy elhagyják az addig őket menedzselő Trident Studiost, és John Reid ügyvéd cégéhez szerződnek. Jól tükrözve az együttes „jöhet bármi” hozzáállását, az albumon található dalok rendkívül széles stílusbeli skálán mozognak: a heavy metaltól kezdve, a misztikus progresszív rockon keresztül egészen az ukulelével kísért ragtime zenéig. A dalszöveg hasonlóan sokrétű, néhol egyszerű, szentimentális és humoros, máshol életrajzi ihletésű, és nehezen megfejthető.
Az album felvételei négy hónapig zajlottak hat különböző stúdióban, a dalok egy részét előre megírták, a másik részét közösen alakították ki az ülések során. A legfejlettebb felvételi eljárásokat alkalmazták, és a 24 sávos felvételi technológiát teljesen kihasználva, a felvételek többszörös egymásra másolásával erőteljesen megszólaló ének és gitárhangzást hoztak létre. Sokat kísérleteztek a stúdióban, és egyes dalokba addig általuk sem ismert hangszerek és effektusok kerültek, mint a hárfa, az elektromos zongora, vagy egy autó kipufogóhangja.
Megjelenése idején javarészt pozitív kritikákat kapott: a dicsérői szerint a különböző stílusú dalok jól kiegészítik egymást, a bírálói viszont túlprodukáltnak és nagyképűnek tartották. Az első helyet érte el az angol albumlistán, és Amerikában is kedvező fogadtatásra talált, a negyedik helyet érte el a listán, és napjainkig több mint hárommillió példányban fogyott. Két sikeres kislemez jelent meg róla: a „You’re My Best Friend” és a „Bohemian Rhapsody”. Utóbbi az együttes legjobbnak tartott dala, megjelenése idején páratlan sikert aratott, kilenc egymást követő héten át vezette az angol slágerlistát, és világszerte több milliós példányszámban vásárolták meg. Általános vélekedések szerint ez az együttes legjobb stúdióalbuma, és a rocktörténet egyik nagy hatású lemeze. Világszerte hozzávetőlegesen tízmillió példányban kelt el.

## Háttér
Annak ellenére, hogy az első három albumuk fokozatosan meghozta számukra az ismertséget, az együttes 1975-re komoly problémákkal került szembe. 1971-es felfedezésük után nem közvetlenül egy kiadóval kötöttek szerződést, hanem a Trident Studiosszal. A szerződés szerint a Trident menedzselte az együttest, fizette őket, és stúdiót biztosított számukra, cserébe az albumok után befolyó nyereséget nem az együttes kapta, hanem a Trident. Az 1974-ben megjelent Sheer Heart Attack album, és a róla megjelenő „Killer Queen” kislemez meglehetősen sikeres lett Angliában, ennek ellenére a Trident még mindig beosztottként kezelte őket, és heti hatvan font bért fizetett. Brian May szerint az első sikereik után „hirtelen az a kép alakult ki rólunk, hogy Rolls Royce-okkal járunk, de valójában egyszobás lakásokban laktunk, és úgy éltünk, mint a többi küszködő rock'n'roll zenekar”. 1975-re a feszültség akkorára nőtt az együttes és a stúdió között, hogy augusztusban aláírták a szakítást kimondó papírokat – ettől kezdve az együttes közvetlenül szerződhetett az EMI-vel és az Elektrával, ugyanakkor kárpótlásként 100 ezer fontot kellett fizetniük a Tridentnek, valamint a következő hat albumuk nyereségének egy részét oda kellett ígérniük.
Ezután az együttes és Jim Beach ügyvéd elkezdtek lehetséges menedzsert keresni. Találkoztak Peter Granttel, a Led Zeppelin híres menedzserével, aki elvállalta volna a munkát, de ragaszkodott hozzá, hogy a Queen a Led Zeppelin saját tulajdonú kiadójával, a Swan Song Recordsszal kössön szerződést. Ezt az együttes nem akarta, mert közvetlenül egy nagy kiadóhoz akartak tartozni. Beach később Peter Rudge-nak akart ajánlatot tenni, de őt nem sikerült elérni. Így jutottak végül John Reidhez, Elton John akkori menedzseréhez, aki elvállalta a munkát, és 1978-ig az együttes menedzsere lett. Reid első intézkedésével előteremtette a szükséges pénzt a Tridentnek fizetendő kárpótláshoz. Napi kapcsolatban állt az együttessel, egy munkatársát csak külön hozzájuk osztotta ki, akinek az volt a feladata, hogy elintézze a tagok ügyes-bajos dolgait. Közben elterjedt a feltételezés, hogy a Queen válságban van, és fel fog oszlani. A Sparks együttes felajánlotta May-nek, hogy csatlakozzon hozzájuk – May nagyra értékelte az ajánlatot, de maradt a saját együttesében. Nem sokkal később Roy Thomas Baker, az együttes addigi producere is szakított a Tridenttel, és a John Reid Enterpriseshez szerződött. Reid arra a nyárra azt mondta az együttesnek: „én majd foglalkozom az üzlettel, ti pedig csináljátok meg a legjobb lemezt, amire képesek vagytok.”
Bevett módszerük szerint a dalok egy részét félig megírták, a másik részét pedig a stúdióban gondolták ki. A dalírást Taylor magányos folyamatnak nevezte. „Mindenki hazament a saját otthonába.” – mondta. – „Számomra ez egy nagyon lélekölő időszak volt. Volt, hogy írtam valamit, majd újra elővettem másnap, és nem volt elég jó, kidobtam. A többiek általában nem is hallhatták ezeket a próbálkozásokat. Mindenesetre ezután újra összejöttünk egy helyen vagy két hétre, előadtuk az ötleteinket, összeraktuk a darabkákat, néhányat megváltoztattunk, néhányat pedig ejtettünk.” Mercury a felvételek előtt bemutatta Bakernek egy daltervét, amelyet régóta dédelgetett „The Cowboy Song” címen. Baker szerint: „Egy éjjel elmentünk vacsorázni, és találkoztam Freddie-vel a kensingtoni lakásán. Odaült a zongorához, és azt mondta: »szeretném lejátszani a dalt, amin épp dolgozom«. Lejátszotta az első részt, majd azt mondta: »ez az akkordsorozat«, ezt követte egy átmeneti rész, és bár nem volt még szövege, sejtettem, hogy egy balladaszerű dalról lehet szó. Tovább játszott, majd hirtelen megállt, és így szólt: »ez az, ahol az operaszekció bejön«”.

## Felvételek

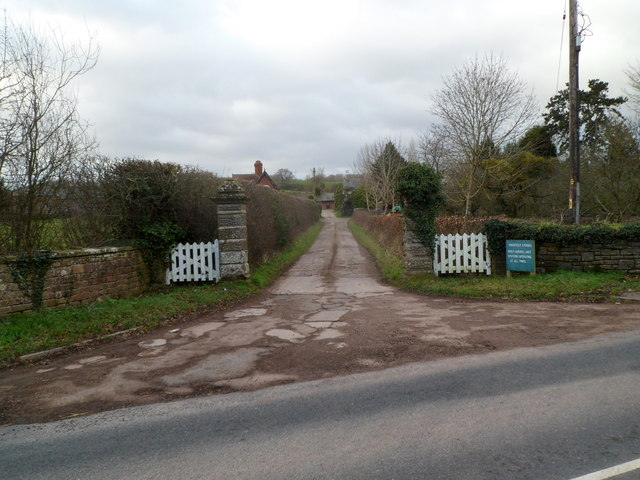
A walesi vidéken fekvő Rockfield Studios bejárata

Még a felvételek elkezdése előtt mindannyian elutaztak egy vidéki kúriába, hogy kipihenjék az utóbbi időszak, és a Tridenttől való elszakadás fáradalmait. Ezt követően 1975. augusztus 24-én a walesi vidéken lévő Rockfield Studiosba érkeztek, ahol el is szállásolták őket. A stúdió egy egykori farmból lett kialakítva, így például Mercury zongoráját és Taylor dobfelszerelését az egykori takarmánytárolóban és etetőben állították fel, bekábelezve az egész farmot. Szabadidejükben a tulajdonos szerint sokat frizbiztek az udvaron, és a napok munkával, de alapvetően nyugodtan teltek. Szeptemberben elhagyták a Rockfieldet, és Baker tanácsára a megerőltető munka után újabb időt töltöttek el pihenéssel egy vidéki házban. A pihenőidő alatt Baker videólejátszóján megnézték többek közt az 1935-ös Botrány az operában című filmet, és mivel a „Bohemian Rhapsody” bizonyos részei is utaltak az operára, ekkor határozták el, hogy innen kölcsönzik az album címét. Ezt követően visszatértek Londonba, ahol a Sarm East Studiosban folytatták a felvételeket, és a rájátszások rögzítéséhez igénybe vették még az Olympic és Landsdowne Studios-t is. A régről ismerős Mike Stone volt a hangmérnök, Gary Lyons az asszisztense, a Sarm East Studiosban pedig a pályakezdő Gary Langan segédkezett asszisztensként.
A tagok javarészt elszigetelten, egymaguk dolgoztak a saját szerzeményeiken, gyakran két különböző stúdiót használtak párhuzamosan, ahogy May mondta később: „mialatt néhányan az egyik stúdióban dolgoztunk, a többiek egy másikban – ettől elvész a közösségi érzés. Néha ennek a személyes kapcsolatok látják a kárát”. A kitalált dalkezdeményeket, ötleteket azért minden alkalommal bemutatták az egész együttes előtt, ahol aztán a többiek véleményezték azokat, tanácsokat adtak hozzájuk. Már a lemez megjelenése idején elterjedt, hogy rengeteg pénzt költöttek a felvételekre, a pontos szám azonban nem ismert: Mercury egy interjúban 15 és 20 ezer font közé saccolta, Mark Blake az együttesről írt könyvében 40 ezret említ, a Rolling Stone szerint pedig 80 ezer fontot.

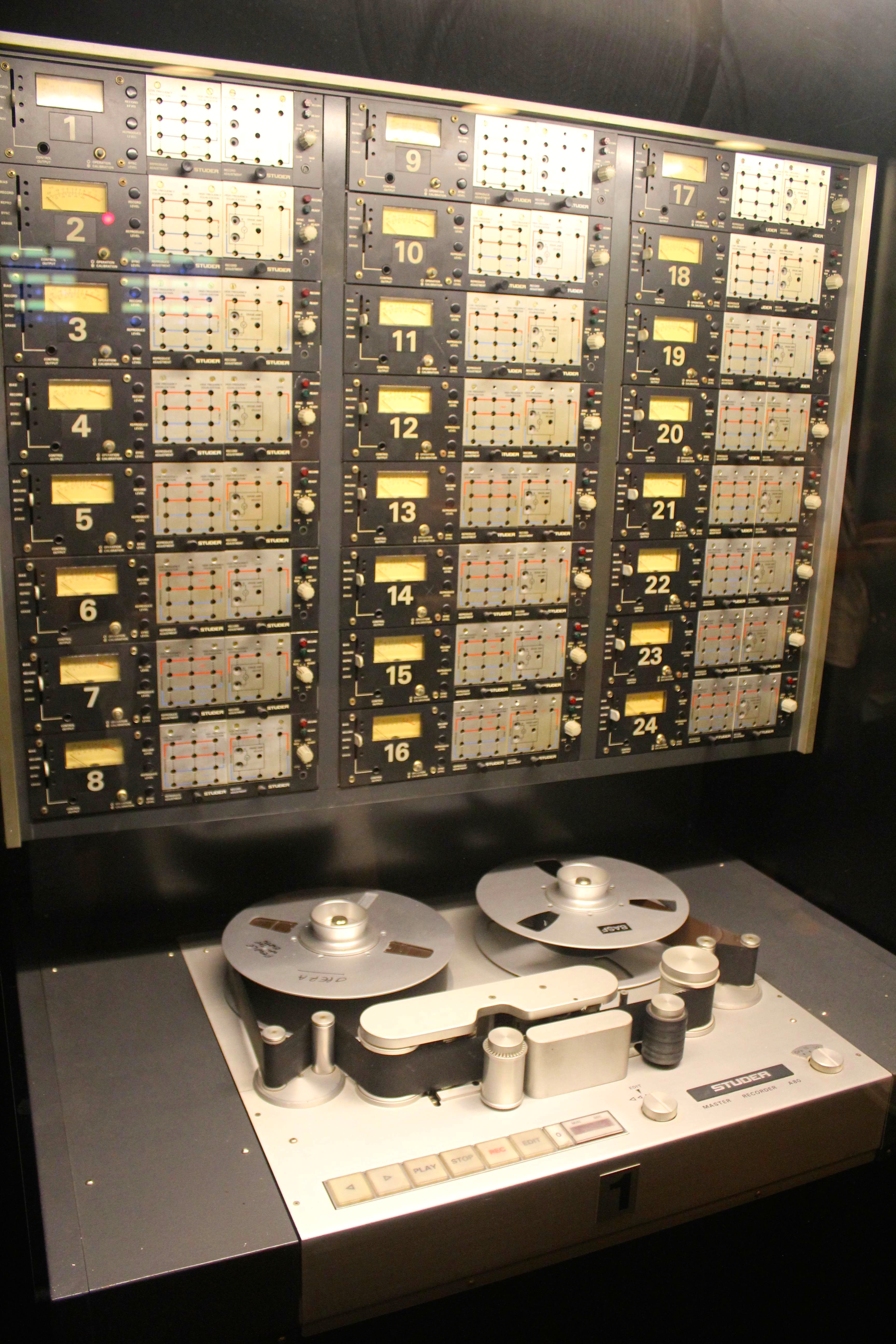
24 sávos Studer A80-as felvevő, amilyet a Sarm East Studiosban is használtak

A felvételek négy hónapja igen megerőltető volt a számukra. Nagy elképzeléseik voltak az albummal kapcsolatban, mindent ki akartak próbálni rajta, amit addig idő és pénz hiányában nem valósíthattak meg az előző lemezeken – May szerint úgy vágtak bele, hogy ez lesz az ő saját Bors őrmesterük, utalva a The Beatles legjobbnak tartott lemezére. Baker, aki a könnyűzenei karrierje előtt klasszikus zenei felvételeknél segédkezett a Decca kiadónál, nagyban tudta hasznosítani az ottani tapasztalatait. Gyakori mondása volt abban az időszakban, hogy „Nincsenek problémák! Megoldandó feladatok vannak!” Az elérhető legfejlettebb eszközöket használták: a Rockfield, Roundhouse és Landsdowne stúdiókban Studer A80-as 24 sávos hangrögzítőket használtak, a Scorpio Studiosban Telefunkent, a Sarmban pedig először 3M-et, amit később MCI 16/24 sávosra cseréltek. Bár ezek a gépek akkoriban nagyon modernek voltak, gyakran mégis komoly kihívást jelentett a kezelésük. A Telefunkennek jó megoldása volt a folytonossági hibák megelőzésére, de ez inkompatibilissé tette a többi géppel szemben. Ezért egy idő után lecserélték Ampexre, amely viszont gyakran nem tudta azonos sebességgel tekerni a szalagokat. A lemez záró dalát, az instrumentális „God Save the Queen”-t már az előző album üléseinél felvették.

### Hangszerelés
Alapvetően minden dalban May gitározott a saját készítésű, Red Special nevű gitárján, Taylor dobolt, Deacon basszusgitározott, bizonyos dalokban pedig Mercury Bechstein hangversenyzongorán játszott. May ahol kellett, ott a Deacon által készített Deaky Amp erősítőt használta, amely ha túl volt hajtva, nyers, sistergő torzítást tudott produkálni. Sokat kísérleteztek a gitár mikrofonozásával: May Vox AC30-as erősítőiről hiányoztak a hátlapok, ezért betettek néhány mikrofont mögéjük és a falak közé is, hogy környezeti zajokat és a gitár teljes spektrumát be tudják fogni. Egyes mikrofonok elé fém és beton csöveket illesztettek, hogy tülkölő hanghatást érjenek el. A gitáros egyébként rendkívül lassan és precízen dolgozott, képes volt például egy gitárszóló felvételével egy hetet eltölteni, csak hogy minden a legapróbb részletekig stimmeljen. Normál hangolással játszott, egyedül a „The Prophet’s Song”-ban hangolta le a legfelső húrt E-ről D-re.
A folkos hangulatú „’39” alapját tizenkét húros Ovation akusztikus gitár adja, amelyet May a szokástól eltérően nem oktávpáronként, hanem vastagság alapján húrozott fel, így meg tudta pengetni a különálló sztenderd húrokat, és a magasabb fekvéseket is könnyebben elérte. Ugyancsak ennél a dalnál May tréfából megkérte Deacont, hogy az autentikusabb hangzás miatt nagybőgőn pengessen a felvételen. Deacon komolyan vette a kérést, és pár napnyi otthoni gyakorlás után valóban nagybőgővel játszotta a basszust. A „Good Company” alapjait May egy eredeti George Formby ukulele-bendzsón játszotta, és a gitárjával utánozta az egyéb hangszerek hangját. Az ehhez szükséges hangokat a Deacy Amp segítségével hozta létre, amelyet egy hangerőpedállal irányított. Rendkívül időigényes feladat volt, mert minden apró szakaszt egyesével kellett felvenni, majd később összeilleszteni. „Napokat töltöttem el azzal, hogy kialakítsam a trombiták és a harsonák karakterét. A többiek beugrottak időnként, és megjegyezték: »Hát, nem sokat haladtál, mióta legutóbb itt jártunk.« Ezt sértésnek éreztem, és attól féltem, hogy valami olyasmit csinálok, amit a többiek nem tudnak értékelni.” May hárfán pengetett a „Love of My Life”-ban, bár elmondása szerint erős túlzás, hogy megtanult volna hárfázni: kikísérletezte hogyan működik, majd akkordról akkordra rögzített minden részletet. „Rémálom volt, mert minden alkalommal, amikor valaki kinyitotta az ajtót, megváltozott a hőmérséklet, és a hárfa elhangolódott” – emlékezett vissza. Ugyancsak May egy játék kotón játszott a „The Prophet’s Songban”, a hangszert egy rajongótól kapta ajándékba a japán turnén. A „You’re My Best Friend”-ben Mercury helyett Deacon játszott a Wurlitzer elektromos zongorán, mert az énekes nem kedvelte a hangszert a hangversenyzongorával szemben. Taylor a saját maga írta „I’m in Love with My Car” végére az Alfa Romeójának hangját is rögzítette. Mercury a század eleji hangulatú „Seaside Rendezvous” című dalába szteppbetétet kért Taylortól, ám az mégsem a dobokkal oldotta meg a feladatot, hanem gyűszűket húzott az ujjaira, és a stúdió egyik fém bevonatú asztalán kopogott velük.

### Ének
Az együttes énekese, Mercury mellett May és Taylor is jó hanggal rendelkezett, és hármójuk kórusából épült fel a dalok nagy részének alapja. A kórusuk hatásosságát Taylor így magyarázta: „Brian nagyon mélyre tudott lemenni, Freddie-nek nagyon erőteljes hangja volt középen, én pedig a magas hangokban voltam jó.” Emellett May a „Good Company” és a „’39”, Taylor pedig az „I’m in Love with My Car” című dalát énekelte el. Normális esetben egy-egy dal énekét a felvétel kezdeti szakaszán rögzítették, az nagy háttérvokállal rendelkező daloknál viszont ez fordítva volt, először a háttérvokálokat kellett rögzíteni, utána a fő éneket, nehogy ne maradjon meg a hely a háttérvokálnak.
Az együttes egyik védjegye, az erőteljes énekhangzás fontos részét képezi a „Bohemian Rhapsody” és „The Prophet’s Song” című daloknak. A nagy hatású éneket többszörös rájátszással érték el, azaz több külön éneksávot vettek fel, majd ezeket fokozatosan egymásra másolták, végül megkaptak egy szalagot, amelyen már nyolcszorosan felülírt sávok voltak hallhatóak. Így hoztak létre hármójuk hangjából egy nagyszámú kórus megszólalására emlékeztető felvételt. Baker később találóan meg is jegyezte, hogy a felvételek szinte nem is álltak másból, mint folyamatos rájátszásokból. Ehhez kapcsolódik az a történet – amelyről May sokszor nyilatkozta, hogy az emberek túlzásnak tartják, pedig igaz –, hogy a folyamatos használattól a magnószalag annyira elkopott, hogy szinte átlátszóvá vált. A 24 sávos felvevők nagy technikai segítséget jelentettek a komplex vokál rögzítésében. Gary Langan így emlékszik vissza az éneksávok rögzítésének idejére: „A dobok, a basszusgitár, talán még Freddie zongorája és ritmusgitárja 10 vagy 12 csatornát foglalt le, így csak 12 csatorna maradt a bűvészkedésre, ami nem is olyan sok, ha belegondolsz, mennyi vokál van a számokban. Állandóan butítanunk kellett a rögzítést anélkül, hogy az minőség rovására menjen, és még csak nem is mehettünk vissza az előző beállásra. Ha vissza kellett lépnünk egyet, tíz esetből kilencszer tönkrement, amit addig csináltunk, így vigyáznunk kellett arra, hogy amit alkottunk az 100%-ig jó legyen. Abban az időben még nem létezett a visszavonás gomb. A „The Prophet’s Song” közepén elhangzó bonyolult kánont korabeli késleltető eszközökkel, élőben hozták létre. A Studer hangfelvevő Mercury énekét a középső csatornán rögzítette, majd az egyik visszhangot a jobb, a másikat a bal csatornán.
A „Lazing on a Sunday Afternoon” megafon hangzását úgy érték el, hogy az énekhangot átvezették egy másik, üres helységbe, ahol a hangszórót egy üres fémvödörben helyezték el, az ebből kijövő hangot pedig egy másik mikrofonnal rögzítették. A tréfás hangulatú „Seaside Rendezvous”-ban Mercury és Taylor a hangjukkal utánozták a fúvós hangszereket.

### Keverés és véglegesítés
Baker és a hangmérnökei, Stone, Lyons és Geoff Workman többfajta keverőpultot kipróbáltak: egyedileg gyártott konzolt a Rockfieldben, Cadac-ot a Roundhouse-ban, a Lansdowne-ban és a Scorpióban, valamint egy „állandóan széteső” MCI-t a Sarmban. Amikor visszavonultak a Sarmba a végső keveréshez, Trident B pultot használtak. Napokkal a keverés kezdése előtt ugyancsak a Sarmba telepítettek egy Allison számítógépes keverőrendszert is, de nem volt jó, Langan később nevetve így emlékezett rá: „Ez volt a világ első automatizált rendszere, de nevetséges volt, mert sosem működött rendesen.”
Az együttes erőteljesen megszólaló dalaiban különös torzítás hallható, különösen a dobolásnál: „volt egy régi erősítő rendszer, ez volt a felelős a torzításért az „opera szakasz” végén.” – mondta Baker. „De nem csak amiatt lehetett. Okozhatta az extra részösszeírás és az öreg erősítő kombinációja. Amikor ehhez a részhez értünk, a mérők annyira kiakadtak, hogy nem működtek tovább. Ezért kikapcsoltuk a gépet, és a „Bohemian Rhapsody” utolsó szakaszát kézzel, hagyományos módon mixeltük, a hangerőszabályzók felügyelete alatt.” Baker viccesnek tartotta, hogy később az együttes jellegzetességévé vált ez a torzítás, és az utánuk következő zenekarok gyakran külön torzító gépekkel próbálták elérni azt a hangzást, ami a Queen esetében egy hiba (vagy hibák összessége) miatt jelentkezett. A felvételekről kevés félkész anyag maradt fent, mert nem szívesen készítettek demókat, mivel úgy gondolták, hogy az már másnap az EMI vezetőinek irodájában lenne. Mindannyiuknak volt egy Philips diktafonja, amivel igény esetén rögzíteni tudták a próbákat.

## Kompozíció

### Zene
- Good CompanyA „Good Company”-ben a gitáros a fúvós hangszerek hangját utánozza.
- You're My Best FriendRészlet a „You’re My Best Friend” című dalból. A háttérben megfigyelhető az elektromos zongora jellegzetes hangja.

Nem tudod lejátszani a fájlt?
Roy Baker producer szerint bár az album dalait négy külön ember szerezte, azok mégis egységesek, egyfajta „Queen-esztétika” alatt futnak. Legtöbbször magukban dolgoztak az ötleteiken, nem zavarva egymást, de ha valahol elakadtak, akkor megkérdezték a többiek véleményét, és gyakran meg is fogadták a kapott tanácsokat. Mindenki saját maga döntött az általa írt dal részleteivel kapcsolatban, így például May a szerzők iránymutatása alapján gitározott a dalaikban, és így tovább.
Jelentőséget kapott a dalsorrend megválasztása is. Mercury hatásos kezdést akart az albumnak, ezért a vészjósló hangulatú „Death on Two Legs” került az elejére (egy korai ötlet szerint a dal, és az album egy „kapd be!” kiáltással kezdődött volna, ezen végül mégis finomítottak), majd a vidám „Lazing On a Sunday Afternoon” oldja a feszültséget. Ez a változatosság később is megtalálható a dalsorrendben, egy keményebb, borús hangulatú dalt egy könnyedebb, vidám hangulatú követ, és fordítva.
A dalok nagyon különböző stílusúak. Kemény és gitárvezérelt a „Death on Two Legs”, az „I’m in Love with My Car” és a „Sweet Lady”, a zongora és gitár kettősére épülő, bonyolult felépítésű progresszív darabok a „Bohemian Rhapsody” és a „The Prophet’s Song”. Század eleji ragtime hangulatú, zongoraalapú a „Seaside Rendezvous” és a „Lazing on a Sunday Afternoon”, illetve ehhez hasonló az ukulelével kísért „Good Company”. A folk rock utánérzésű, akusztikus „’39"-t Taylor „science-fiction space folknak” nevezte. Mercury klasszikus zene iránti rajongását szemlélteti a zongora alapú „Love of My Life” ballada, míg a „You’re My Best Friend” könnyed, vidám popdal. A „Bohemian Rhapsody”, amelyet az album legfontosabb és legösszetettebb dalának tartanak, három különböző hangulatú és stílusú szakaszból áll: a bevezető balladai részből, a középső úgynevezett „opera szakaszból” és a befejező kemény rock részből. A dalban kevés ismétlődő motívum van, és a három szakasz semmiben nem hasonlít egymásra.

### Szöveg
Mivel a daloknak más-más tag volt a szerzője, a szövegre nem jellemző az egységesség, minden dal másról szól, más hangulatot ábrázol. Szöveg szempontjából hagyományosabb kategóriába tartozik a két szentimentális szerelmes dal, a „Love of My Life”, amelyet Mercury akkori élettársához, Mary Austinhoz címzett, és a „You’re My Best Friend”, amelyet Deacon a feleségének, Veronicának írt. A „Sweet Lady” is szerelmes dal, de komorabb hangvételű, egy megalázott férfiról szól, aki vívódik, hogy elhagyja-e az édes hölgyet, de képtelen megtenni. A lemez két ragtime stílusú dala, a „Lazing on a Sunday Afternoon” és a „Seaside Rendezvous” szövege könnyed és tréfás. A „Death on Two Legs” Mercury rosszindulatú üzenete az együttes egykori menedzsmentjének, a Trident stúdió vezetőségének. Még az együttes tagjai is meglepődtek a durva sorokon, az olyan kifejezéseken, mint a „halál két lábon” és a „csókold meg a seggem”, Mercury viszont kifejezetten élvezte a megírását, és azt szerette volna, ha az album egy hatásos kezdősorral indul, így született a kezdő sora: „a véremet szívod, mint egy pióca”. May két történetmesélő szöveget is írt. Az egyik a „’39”, amely a folkos stílusa ellenére egy sci-fi történetet mesél el: egy csapat űrhajós visszatér egy űrutazásról, és azt tapasztalják, hogy a számukra rövidnek tűnő utazása alatt a földön száz év eltelt, és mindenki, akit ismertek megöregedett vagy meghalt. May szerint a jelenség az idődilatáció elméletével magyarázható. Az ötletet Herman Hesse egyik novellája adta. De a szöveg mögöttes jelentéssel is bír, amit May így magyarázott: „a művészi célok keresése közben az ember mindent hátrahagy. Ez a szakma leggyorsabban a családi életet kezdi ki… Abba az irányba terel, hogy sablonos rocksztár legyek… Természetesen mindent megteszek azért, hogy ez ne következzen be, és ez eddig sikerült is. Ezt csak úgy tudom elérni, hogy folyamatosan leltárt készítek, és felteszem a kérdést magamnak, mit jelent nekem ez az egész, és mennyire éri meg.” A másik történetmesélő dal a „Good Company”. Ebben egy férfi meséli el az életét, aki fiatalkorában boldog és elégedett volt, de később egyre inkább elfoglalta a munka, így végül észre sem vette, hogy a barátai és a családja elhagyja őt.
Az „I’m in Love with My Car” egy olyan férfiról mesél, aki valósággal szerelmes az autójába. A szöveget az együttes egyik roadja, John Harris ihlette, akinek egy Triumph TR4-es autója volt, és valóban rajongott érte. A „The Prophet’s Song” című epikus szerzemény az album egyik legelvontabb, legnehezebben értelmezhető dala. May az 1974-es Sheer Heart Attack album ülései alatt a betegségéből lábadozott, a dalt pedig a lázálmai ihlették. Bár a feltételezések szerint a bibliai árvízre utal, May szerint azonban nem ez volt a célja, egyszerűen csak leírta amit az álmában látott: „Nem akartam prédikálni a dalban. Van a dalban egy felvigyázó, aki azt üvölti, hogy »figyeljetek a látnok figyelmeztetésére«. Ez a fickó a dalból szerepelt az álmomban is. Igazán nem tudom, hogy tényleg próféta-e, vagy egy csaló, de ő az, aki azt mondja: »meg kell javítanod az útjaidat«. A dal inkább kérdéseket tesz fel, mint válaszokat ad.” A lemez leghíresebb dala, a „Bohemian Rhapsody” élénk találgatások tárgya a szöveget illetően. A szürreális dalszöveg első szakaszában egy férfi vall arról, hogy megölt egy embert, és az anyjához fohászkodik. A zeneileg is különleges középső szakaszban a történetmesélés megtörik, a szöveg összefüggéstelenné válik, olyan kifejezések hangzanak el, mint „galileo”, „magnifico”, és Belzebub, az ördög neve is felbukkan, ami miatt elterjedt feltételezés, hogy ez a szakasz a gyilkosság miatt pokolra került lélek kínlódását ábrázolja. A befejező szakasz nem kapcsolódik egyik előző részhez sem. Maga Mercury semmit sem volt hajlandó elárulni a tartalmáról, mert nem szerette kielemezni a saját dalait, később pedig többen, eltérő módon próbálták értelmezni a jelentőségét. May szerint önéletrajzi ihletésű, Kenny Everett, Mercury egykori jó barátja azt mondta róla, hogy véletlenül rímbeszedett ostobaságok sorozata. Komoly elemzések többféle eredményre jutottak: egyesek szerint az öngyilkosság előtti állapotot ábrázolja; Sheila Whiteley zenei szakértő szerint a dal írásakor Mercury fontos magánéleti változáson ment keresztül, és talán épp akkor kezdett bele az első homoszexuális kapcsolatába; hasonló feltételezések szerint a szöveg metafora a coming outra.

## Megjelenés
Mercury már a felvételek alatt azt gondolta, hogy a „Bohemian Rhapsody” legyen az albumról megjelenő első kislemez, a kiadó viszont hallani sem akart erről, mert túl hosszúnak tartották ahhoz, hogy népszerű sláger lehessen belőle: majdnem hatperces volt, akkoriban pedig a slágerek átlagos hossza három és fél perc volt. A kiadó azt is felajánlotta, hogy vágják meg a dalt, hiszen a DJ-k úgysem adnák le teljes hosszában, Mercury azonban elképesztőnek tartotta, hogy miután annyi időt töltött azzal, hogy összerakja a dalt, most arra kérik, hogy vágja szét. Odaadták a dal egy másolatát barátjuknak, a népszerű DJ-nek, Kenny Everettnek. Everett azután a műsorában két nap alatt tizennégyszer játszotta le, amivel felkeltette a hallgatók érdeklődését. Az eset után a rajongók egyre keresték a lemezboltokban a dalt, pedig az még meg sem jelent. Ezt az igényt látva a kiadó beadta a derekát, és vágatlan formában kiadták a kislemezt. Amerikában hasonló jelenet játszódott le, az ottani DJ-k az Angliából szerzett lemezeket játszották a rádióban, és végül a hallgatóság érdeklődésére az Elektra is kiadta. A kislemez B oldalára hosszas vita után Taylor „I’m in Love with My Car” című dala került.
Közben elvégezték a végső simításokat a lemezen, és Baker kérésére Martin Nelson, az EMI reklám és sajtóosztályának munkatársa keresett egy helyet, ahol a végső változatot bemutathatják az EMI vezetőinak. A liverpooli Radio City Studiosra esett a választása, ahol azonban nem volt teljesen bekábelezve a hangrendszer, ezért csak monóban tudták meghallgatni az anyagot. A sajtóbemutatót a Roundhouse Studiosban tartották, ahol Mercury az albumot lezáró „God Save the Queen” alatt felszólította az ülve maradó hallgatókat: ”felállni, szarháziak!”

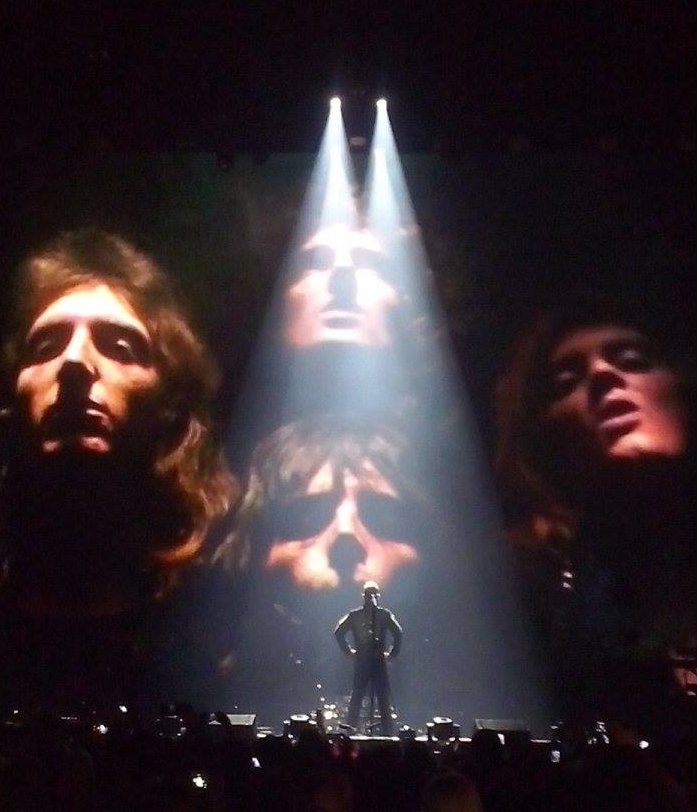
A „Bohemian Rhapsody” videóklipjének kezdő képét a Queen II album borítójáról mintázták (Robbie Williams 2015-ös lengyelországi koncertje)

November 14-én huszonnégy állomásos angliai turnéra indultak, majd 1976 januárjától áprilisáig Amerikában, Ausztráliában és Japánban turnéztak. Az albumról a „Sweet Lady”, „The Prophet’s Song”, valamint ritkábban a „’39” és „I’m in Love with My Car” dalokat játszották. A „Bohemian Rhapsody”-t egy darabig nem adták elő, mert fogalmuk sem volt, hogyan reprodukálják élőben a bonyolult hangzását, végül a közönség nyomására mégis felvették a műsorba, és a középső szakaszát felvételről játszották le, miközben az együttes lement a színpadról pihenni egy keveset. A koncerteket Everett hangja indította felvételről: „ladies and gentelemen… a night at the opera”. Mercury extravagáns öltözékekben lépett színpadra, például szárnyas Hermész jelmezben, vagy japán kimonóban, és rózsákat dobált a közönségnek. Amerikában, ahol a kissé konzervatív társadalom inkább farmerben és ingben képzelte el a rocksztárokat, kissé visszatetsző volt ez a viselkedés. Jellemző volt Steven Turner véleménye a Rolling Stone-ban, aki szerint a Queen jellegzetesen európai jelenség, és Mercury „királynői színpadi viselkedése” visszafogja a sikerüket.
A lemez 1975. november 21-én jelent meg világszerte az EMI kiadónál, december 2-án pedig az Elektránál Amerikában és Kanadában. Az együttes első albuma volt, amelynek belső borítóján az összes dal szövegét feltüntették, továbbá mindannyiukról egy-egy fekete-fehér fényképet. Az album borítóján az együttes címere volt látható. Pár hét alatt a „Bohemian Rhapsody” egyre nagyobb siker lett Angliában, amelyben nagy szerepet játszott a hozzá készített videóklip, amelyet Bruce Gowers rendezett. Az akkoriban szokásos hatszáz font helyett háromezer ötszázat költöttek a filmre, és különleges effektusokat is alkalmaztak benne. Rendszeresen játszotta a Top of the Pops, ami csak növelte a dal ismertségét. November 25-én az első helyet érte el a slágerlistán, és további nyolc hétig listavezető maradt, amivel rekordot ért el. 1976 végéig több mint egymillió példányban kelt el csak Angliában. Amerikában ekkor még nem tudott átütő sikert elérni az együttes, a kislemez a kilencedik helyet érte el a slágerlistán. A második kislemez, a Deacon által írt „You’re My Best Friend” 1976. május 18-án jelent meg, Angliában a hetedik, Amerikában a tizenhatodik helyet érte el a slágerlistán.

### Kereskedelmi fogadtatás
Jórészt a kislemez sikerének köszönhetően az album a második helyen nyitott a brit albumlistán, majd ezt követően két hétig listavezető volt, egy hétig második helyezett, majd újabb két hétig listavezető (összesen négy hétig). Tizenkét héten keresztül volt a legjobb tíz között, a listán pedig összesen negyvennégy hetet töltött – később több alkalommal is visszakerült pár hétre, például 1977-ben és 1984-ben is, de csak alacsonyabb helyezéseken. Angliában kevesebb mint két hónap alatt több mint 500 ezer példányt vásároltak belőle, és több mint egymillió font jövedelmet termelt, ezáltal platinalemez lett. Amerikában sikeresebb volt az együttes előző három albumánál, alacsonyabb helyezések után végül a legmagasabb a negyedik hely volt, ezt három egymást követő héten tartotta, majd újabb hosszú idő elteltével, összesen negyvenhét hetet követően került le a Billboard 200-ról. 1976-ban több mint 500 ezres eladással aranylemez lett.
Amerikában 1991 környékén újból meglódult a népszerűsége, nagyrészt Mercury november 24-ei halálát követő „Queen reneszánsznak” köszönhetően, amelyre rásegített az is, hogy a „Bohemian Rhapsody” elhangzott a Wayne világa című filmben, és újra megjelent kislemezen. 1992-ben felkerült a katalógusalbumok eladási listájára, és a harmadik helyezést érte el. 2002-ben az Amerikai Hanglemezgyártók Szövetsége háromszoros platinalemeznek minősítette, ami hárommillió példány feletti eladást jelent csak Amerikában. Nielsen SoundScan felmérései szerint Amerikában 1991 és 2006 között egymillió példányban kelt el. Nagy sikere volt még Németországban ötszázezer, illetve Kanadában, százezer eladott példánnyal.

### Kritikai fogadtatás
| Kritikák             | Kritikák         |
| Forrás               | Értékelés        |
| -------------------- | ---------------- |
| Melody Maker         | (kedvező) (1975) |
| NME                  | (vegyes) (1975)  |
| Rolling Stone        | (kedvező) (1976) |
| Robert Christgau     | B– (1976)        |
| Entertainment Weekly | A (1991)         |
| Classic Rock         | (2001)           |
| RS Album Guide       | (2004)           |
| Uncut                | (2011)           |
| Pitchfork Media      | 8.9/10 (2011)    |
| AllMusic             | [ 43 ]           |

Kris Nicholsont, a Rolling Stone kritikusát irritálta a három dalban is tetten érhető ragtime hatás, de összességében kedvelte az albumot: „Végső soron az együttes kísérletező kedve, akkor is, ha rosszul sül el, érdekessé teszi őket. […] Mint minden heavy metal együttesnek, a Queennek is a legfőbb ismertetőjele az a trükk, ahogyan a dinamizmusukat kezelik. Ami viszont megkülönbözteti őket az átlagtól, az a szokatlan effektusaik: akusztikus zongora, hárfa, acapella ének, szintetizátorok nélkül. Jó dalokkal párosítva. A maga területén egyértelműen a Queen a legerősebb versenyző.” Harry Doherty, a Melody Maker kritikusa kedvelte a lemezt, az év egyik legjobb albumának tartotta, amely a Queen II legjobb ötleteit egyesíti a személytelen Sheer Heart Attack technikai virtuozitásával: „Bár el is ítélhetném őket a lemezen érezhető önelégültség miatt, mégis annyira ügyesek, hogy azt kell mondjam, talán eddig ez a legjobb lemezük. […] Ez a Queen dacos gesztusa azok felé, akik nem hajlandóak elismerni a kiválóságukat”. Tony Stewart is nagyrészt kedvezően írt róla az NME lapjain, dicsérve az együttes kísérletező kedvét, a jó dalokat, de a kételyeinek is hangot adott: „a hiedelem szerint azért van szükség az albumaik ennyire hivalkodó és aprólékos kidolgozására, mert az növeli a zenéjük hitelességét. Semmi sem áll távolabb az igazságtól. Azt gyanítom, hogy ha ugyanazt az anyagot egy négysávos magnóval vennék fel az Earl’s Court alagsorában, az eredmény ugyanolyan jelentős lenne, bár feltehetően nem olyan látványos. […] Lehet, hogy ez a legnagyobb költséggel felvett brit stúdióalbum napjainkban, de vitatható, hogy a legjobb is.” A kanadai Winnipeg Free Press írója lelkesen így összegezte a kritikáját: „Az együttes lehetőségei gyakorlatilag korlátlanok, jelezve, hogy a Queen rendeltetése az, hogy végre elfoglalja a helyét a rockvilág maroknyi valóban jelentős művésze között.” John Ingham a Sounds magazinban azt írta, hogy már-már az önteltségükre való hajlamuk legvégső határait feszegetik.
A megjelenése óta eltelt években a kritikusok többsége pozitívan írt róla, és a többségük az együttes legjobb albumának tartja. Jim DeRogatis 2002-es cikkében ezt írta a lemezről: „a zenészek a technika és a szaktudás olyan szintjét tanúsítják, amely bátran párhuzamba állítható a korszak bármely elismert progresszív rock együttesével. Mégis több melódia van egy versszakukban, mint a Yes vagy az Emerson, Lake & Palmer három albumában együttvéve.” 2006-ban Bokor Péter az est.hu oldalán a maximális pontszámot adta rá: „bizarr, eklektikus és bivalyerős lemez […] A különböző stílusok erősítik és jól kiegészítik egymást: zajos hard rock, misztikus prog-rock, könnyed, humoros music hall jól megfér egymás mellett, a legnagyobb húzás, a »Bohemian Rhapsody« pedig a Queen pályafutásának kvintesszenciája.” Stephen Erlewine az AllMusic oldalán ötcsillagosra értékelte, az együttes albumai közül egyedüliként. A kritikus az albumot „öntudatosan nevetséges és felfújt hard rock mesterműnk” nevezte, és egyértelműen az együttes legjobbjának tartotta: „röviden, ez olyan mint a Queen saját Led Zeppelin IV-e, de ahol a Zep sötét veszélyt talál a fellengzősségben, ott a Queen a saját pompázatosságát ünnepli”.

### Újrakiadások
1982-ben a Mobile Fidelity Sound Lab kiadott egy limitált példányszámú, feljavított hangzású változatot. 1991-ben a Hollywood Records Amerikában kiadta CD-n, két bónuszdallal. 1992-ben újra megjelent egy Mobile Fidelity változat.
2002-ben Elliot Scheiner hangmérnök szerkesztésével jelent meg a felvétel 5.1 csatornás változata. Az album egyike volt a legkorábbi 24 sávos felvételeknek, Scheiner Alesis ADAT HD24 rendszere pedig nem tudott feldolgozni egyidejűleg 24 sávnyi 24 bites 96 kHz-es felvételt, ezért Paul Wiffen, aki akkoriban a Macintosh bétatesztere volt, figyelmébe ajánlotta a Nuendo platformot, amely elegendő sávszélességgel rendelkezett a művelethez. Mivel a keverést Amerikában végezték volna, Justin Shirley Smith, a felvételek jogainak egyik tulajdonosa ellenérzéseinek adott hangot, hogy az értékes, majdnem 30 éves szalagokat repülőút veszélyeinek tegyék ki. Emiatt a felvétel digitalizálására a londoni Abbey Road Studiosban került sor, a Capitol Records stúdiójába már csak a digitális felvétel került. A digitalizálás folyamán a stúdiómunkások felfigyeltek rá, hogy a régi technológiájú, öreg szalag hullatja az oxidréteget. Az Abbey Road szakértői megállapították, hogy az eredeti szalag gyártási hibás volt, ezért állt kevésbé ellen az idő múlásának, és azt javasolták, hogy 4 napon át 50 fokos kemencében melegítsék a szalagokat, ami meg is oldotta a problémát. A keverést Amerikában, a hollywoodi Glenn Fry's Doghouse és a Los Angeles-i Capitol Studiosban Eliott Scheiner, Roy Thomas Baker és Brian May végezték.
Eredeti kiadásának 30. évfordulójára 2005. november 21-én A Night at the Opera (30th Anniversary Collectors Edition) címen megjelent a lemez újrakiadása. Ehhez kis eltérésekkel a 2002-ben készített 5.1-es keverést használták fel. A kiadvány CD és DVD csomagban jelent meg. A CD az eredeti hangzású albumot tartalmazta, a DVD a feljavított hangzású dalokat, valamint egyéb extrákat is, mint például interjút Mayjel, Taylorral és Bakerrel, valamint minden dalt kezdetleges, élő előadások képeiből (egész korai fellépésektől kezdve az 1986-os Magic Tourig) és stúdióbeli felvételekből összevágott klipek kísértek. A kiadvány DVD lemeze kapható volt a The Making of ‘A Night at the Opera’ dokumentumfilm duplalemezes kiadásának részeként is. 2011-ben az együttes új kiadója, az Island Records az együttes többi stúdiólemeze mellett újra kiadta ezt a lemezt is.

## Öröksége
Az album megjelenésétől kezdve egészen Mercury 1991-es haláláig Angliában és Európában folyamatosan népszerűek, valódi sztárzenekar voltak – Amerikát viszont csak két évvel később tudták igazán meghódítani. Bár az együttes tagjai sok pénzt költöttek a felvételekre (részben saját zsebből), az album sikere után ez javarészt megtérült. Mindannyian saját lakást vásárolhattak végre, May és barátnője, akiket eddig csak az anyagi bizonytalanság tartott vissza, meg is házasodtak. Különösen Mercury és Taylor profitált a „Bohemian Rhapsody” eladásaiból. Taylor egy gazdag negyedben vett magának házat, pedig ő csak a B oldalas dalát írta meg a kislemeznek, emiatt évekig feszültség volt közte és Mercury között. Roy Thomas Baker a lemez elkészítése után Amerikába utazott, és egy darabig szakított az együttessel. Többek közt a Cars együttes bemutatkozó lemezét felügyelte.
Az évek elteltével az együttes legjobb lemezének tartják, és a kritikusok rendszeresen megemlítik a legjobb albumokat összegző listáikon. 2004-ben a Rolling Stone „minden idők 500 legjobb albuma” listáján a 230. helyre rangsorolták (az együttestől egyedüliként). 2002-ben ugyancsak a Rolling Stone olvasói szavazásán a 82. legjobb lemeznek tartották az olvasók. 1998-ban a Los Angeles Times olvasói a 65-ik legjobb albumnak tartották. 1993-ban a The Times „minden idők 100 legjobb albuma” listáján a 86. helyre került. Szerepelt Robert Dimery 2006-os 1001 lemez, amit hallanod kell, mielőtt meghalsz című könyvében. A Kerrang! magazin 1989-ben publikált „minden idők 100 legjobb heavy metal albuma” listáján a 41. lett, míg a Q 2000-es „minden idők 100 legjobb brit albuma” listáján a 41-ik. 2001-ben a Classic Rock legjobb rockalbumokat tömörítő százas listáján a 25. helyre került.

## Az album dalai
| 1. | Death on Two Legs (Dedicated to…) | Freddie Mercury | Mercury | 3:43 |
| 2. | Lazing on a Sunday Afternoon      | Mercury         | Merucry | 1:07 |
| 3. | I’m in Love with My Car           | Roger Taylor    | Taylor  | 3:05 |
| 4. | You’re My Best Friend             | John Deacon     | Mercury | 2:52 |
| 5. | ’39                               | Brian May       | May     | 3:31 |
| 6. | Sweet Lady                        | May             | Mercury | 4:03 |
| 7. | Seaside Rendezvous                | Mercury         | Mercury | 2:15 |

| 8.  | The Prophet’s Song | May                        | Mercury        | 8:21 |
| 9.  | Love of My Life    | Mercury                    | Mercury        | 3:39 |
| 10. | Good Company       | May                        | May            | 3:23 |
| 11. | Bohemian Rhapsody  | Mercury                    | Mercury        | 5:55 |
| 12. | God Save the Queen | tradicionális, átdolg. May | instrumentális | 1:18 |

| 1. | I’m in Love with My Car (remix: Mike Shipley) | 3:28 |
| 2. | You’re My Best Friend (remix: Matt Wallace)   | 2:52 |

| 1. | Keep Yourself Alive (Long-Lost Retake, June 1975)       | 4:04 |
| 2. | Bohemian Rhapsody (Operatic Section A-cappella Mix)     | 1:03 |
| 3. | You're My Best Friend (Backing Track Mix)               | 2:57 |
| 4. | I'm in Love with My Car (Guitar & Vocal Mix)            | 3:18 |
| 5. | '39 (Live at Earl's Court, June 1977)                   | 3:46 |
| 6. | Love of My Life (Live at Festhalle Frankfurt, Feb 1979) | 3:43 |

| 7. | Bohemian Rhapsody (No Flames Original Version) |  |
| 8. | Seaside Rendezvous (30th Anniversary 2005)     |  |
| 9. | Love of My Life (Live at Milton Keynes '82)    |  |

## Közreműködők
Jacky Gunn és Georg Purvis alapján.
| Queen - Brian May – gitár, pengetős hangszerek, vokál - Freddie Mercury – vokál, billentyűsök - John Deacon – basszusgitár, billentyűsök - Roger Taylor – dob, vokál | Produkció - Queen – producer - Roy Thomas Baker – producer, hangmérnök - Mike Stone – hangmérnök - Gary Lyons – hangmérnök - Gary Langan – hangmérnök asszisztens - John Harris – hangszerek felelőse - David Costa – művészeti vezető - Freddie Mercury – borítóterv |  |

## Helyezések és eladások
| Ország                | Helyezés |
| --------------------- | -------- |
| Brit albumlista       | 1        |
| Amerika Billboard 200 | 4        |
| Ausztriai albumlista  | 9        |
| Belga albumlista      | 88       |
| Francia albumlista    | 16       |
| Holland albumlista    | 1        |
| Japán albumlista      | 9        |
| Kanada RPM Top 100    | 2        |
| Német albumlista      | 5        |
| Norvég albumlista     | 4        |
| Svéd albumlista       | 10       |
| Új-zélandi albumlista | 1        |

| Ország                         | Eladási minősítés | Megjegyzés          | Eladás     |
| ------------------------------ | ----------------- | ------------------- | ---------- |
| Anglia (BPI)                   | platina           |                     | 300 000+   |
| Amerika (RIAA)                 | 3× platina        | 2002-ben            | 3 000 000+ |
| Amerika (Soundscan)            |                   | 1991 és 2009 között | 1 001 000+ |
| Argentína (CAPIF)              | platina           |                     | 40 000+    |
| Ausztria (IFPI Austria)        | arany             |                     | 10 000+    |
| Finnország (Musiikkituottajat) | arany             |                     | 20 000+    |
| Németország (BVMI)             | platina           |                     | 500 000+   |
| Kanada (Music Canada)          | platina           |                     | 100 000+   |

Kislemezek
| Év   | Kislemez                                    | GBR | AUT | BEL | GER | IRE | NLD | NOR | SWI | SWE | USA |
| ---- | ------------------------------------------- | --- | --- | --- | --- | --- | --- | --- | --- | --- | --- |
| 1975 | Bohemian Rhapsody / I'm in Love with My Car | 1   | 8   | 1   | 7   | —   | 1   | 4   | 4   | 18  | 9   |
| 1976 | You're My Best Friend / '39                 | 7   | —   | 23  | —   | 3   | 6   | —   | —   | —   | —   |

## Kiadás
| Ország  | Megjelenés dátuma   | Kiadó                     | Formátum         | Katalógusszám                        |
| ------- | ------------------- | ------------------------- | ---------------- | ------------------------------------ |
| Amerika | 1975. december 2.   | Elektra                   | LP, magnókazetta | 7E-1053 (LP) TC-51053 (kazetta)      |
| Anglia  | 1975. november 21.  | EMI                       | LP, magnókazetta | EMTC 103 (LP) EMTC 103 (kazetta)     |
| Amerika | 1991. szeptember 3. | Hollywood                 | CD, magnókazetta | HR-61065-2 (CD) HR-61065-4 (kazetta) |
| Anglia  | 1986. december      | EMI                       | CD               | CDP 7 46207 2                        |
| Amerika | 1982                | Mobile Fidelity Sound Lab | LP               | 1-067                                |
| Amerika | 1992                | Mobile Fidelity Sound Lab | CD               | UDCD 568                             |
| Anglia  | 1994                | Parlophone                | CD               | CDPCSD 130                           |
| Amerika | 2002. április       | Hollywood                 | CD               | 6 9286-01091-9                       |
| Anglia  | 2005. november      | Parlophone                | CD               | 0 0946 3 38457 2 5                   |
| Anglia  | 2011                | Island                    | CD               | 276 442 2                            |